# Raffaele Bendandi

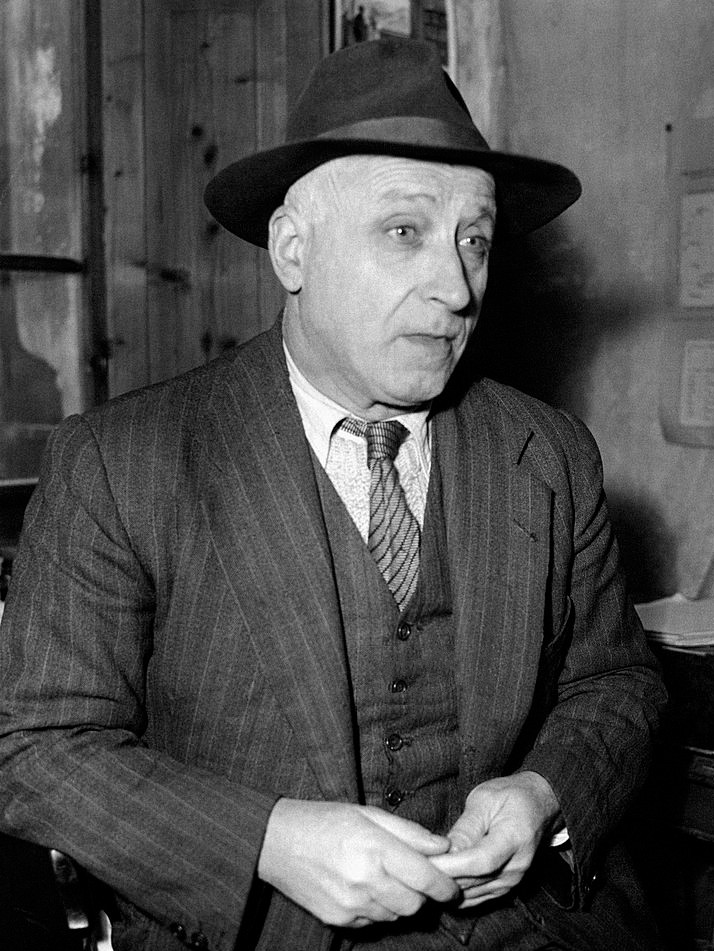
Raffaele Bendandi en 1951

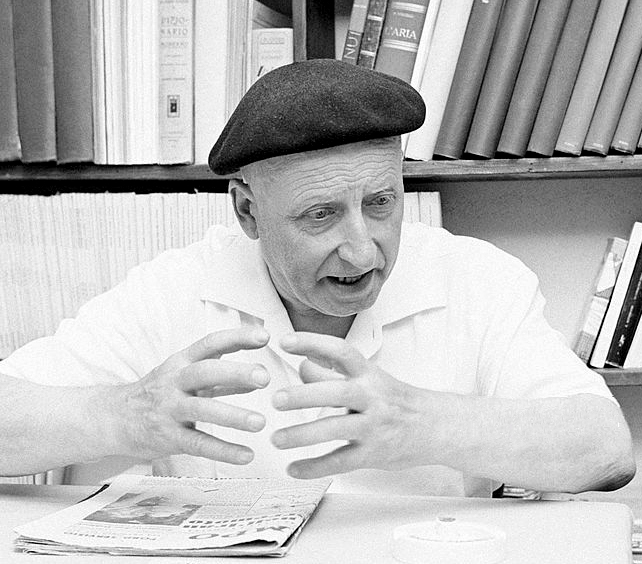
Raffaele Bendandi

Raffaele Bendandi fue  un astrólogo y científico italiano, nacido en Faenza, el 17 de octubre de 1893 y fallecido en su ciudad natal el 3 de noviembre de 1979. Fue famoso por sus predicciones sobre terremotos a través de un método basado en la alineación de diversos astros. En su tiempo fue conocido como «el hombre de los Terremotos».

## Biografía
Bendadi era de familia humilde, y no pudo ir a la universidad: trabajó como aprendiz de relojero mientras realizaba un curso de diseño técnico. A los diez años logró diseñar y realizar un telescopio y un giroscopio con los que comenzó sus estudios sobre los astros. El terremoto de Mesina de 1908, donde fallecieron ochenta mil personas, llevó a Bendandi a iniciar sus estudios de predicción sobre terremotos logrando predecir el 27 de octubre de 1914 el terremoto que sucedería en Abruzzo el 13 de enero de 1915.
Durante la Primera Guerra Mundial continuó realizando sus estudios hasta elaborar la llamada teoría Bendandiana. La mayoría de la comunidad científica siempre la rechazó. A pesar de la falta de respaldo científico, obtuvo un reconocimiento oficial y fue condecorado como caballero de la Orden de la Corona en 1931.
Además de su teoría sobre los terremotos también expuso otra sobre los ciclos causados por las manchas solares, fijando tales ciclos en once años. Está teoría apareció en su libro «Principio fundamental del universo».
Mucho después de su muerte, varios medios de comunicación se hicieron eco de una de sus predicciones auguraban un sismo en plena Roma para el 11 de mayo de 2011. La predicción de Bendandi falló porqué en Roma no sucedió ningún terremoto ese día. Aunque sí ocurrió en Lorca, una ciudad española situada a unos 1300 km de la ciudad de Roma.

## Obra literaria
- (1931). Un principio fondamentale dell'Universo, S.T.E., Faenza, 300 pp.
- (2006). Le stelle soli dell'infinito, compilado por Cristiano Fidani, Ed. Faenza, ISBN 88-8152-144-X 271pp.